# Culex jenseni
Culex jenseni là một loài mosquito in the chi Culex. It is endemic to Sabah, Malaysian Borneo. C. jenseni is placed in the phân chi Lophoceraomyia. In its larval stage, C. jenseni develops in the pitchers của Nepenthes species, especially N. rajah. As such, it is considered a nepenthebiont.